# Onorato III di Monaco
Onorato III di Monaco (Monaco, 10 novembre 1720 – Monaco, 21 marzo 1795) è stato Principe sovrano di Monaco dal 1733, quando succedette al padre Giacomo I, fino al 1793, quando il Principato fu occupato dal governo rivoluzionario francese.

## Biografia

### Infanzia

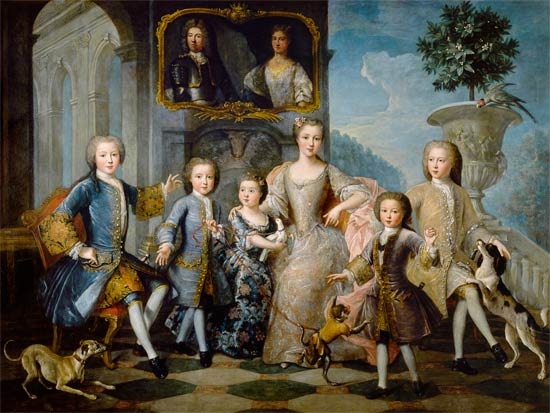
La famiglia di Onorato III, allora duca del Valentinois, in un dipinto di Pierre Gobert.

Onorato era figlio di Giacomo I di Monaco e di Luisa Ippolita, Principessa di Monaco. Onorato III viene ricordato soprattutto per aver retto il Principato di Monaco per più di sessant'anni (1733-1793).
Ancora giovanissimo, divenne paggio di Luigi XV di Francia, col quale mantenne sempre ottimi rapporti che fonderanno la base dell'amministrazione del suo regno.

### Ascesa

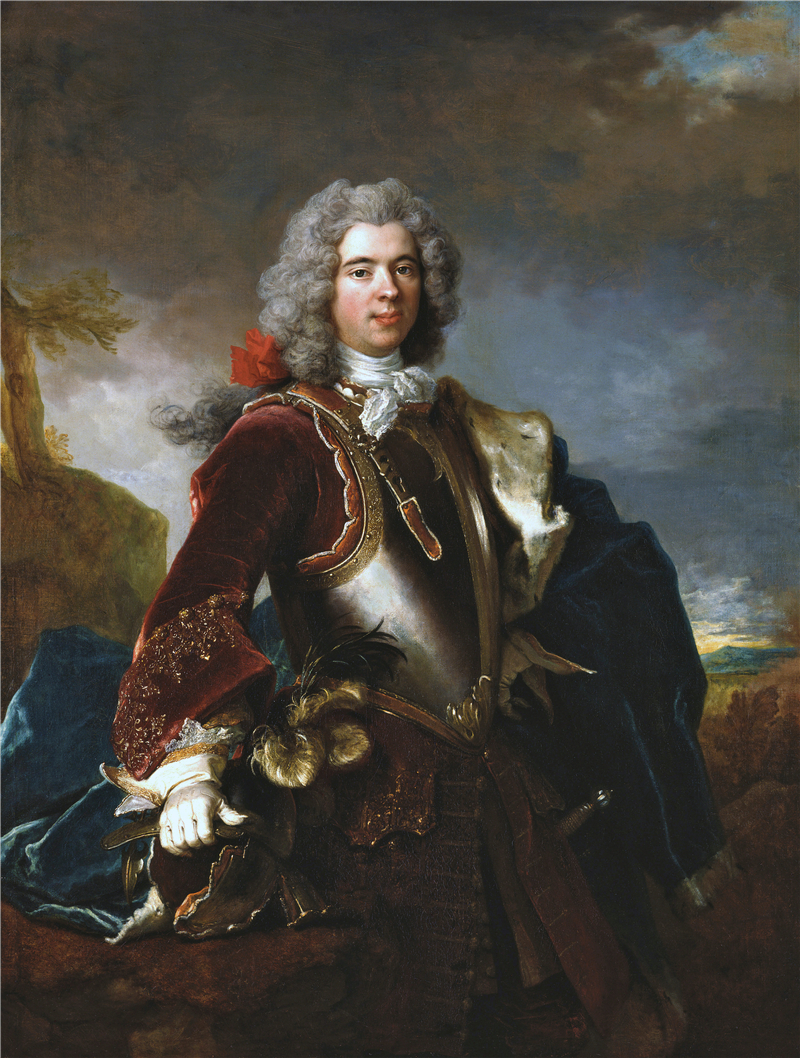
Jacques Goyon in un ritratto di Nicolas de Largillière del XVIII secolo

Egli salì successivamente al trono ad appena 14 anni dopo l'abdicazione del padre, il principe Giacomo I e, data la sua minore età Antonio Grimaldi, le Chevalier de Grimaldi, fu reggente in sua vece dal 1732 al 1784, quando Onorato scelse di prendere residenza a Parigi. Intrapresa la carriera delle armi, infatti, Onorato III trascorse molti anni in Francia a seguito dell'esercito di Luigi XV combattendo contro gli inglesi nella Guerra di Successione austriaca.
Egli, assieme al fratello il principe Carlo Maurizio, cavaliere di Malta, si distinse nella Battaglia di Fontenoy nel 1745 agli ordini del maresciallo francese de Saxe, venendo in seguito nominato dallo stesso Luigi XV maresciallo di campo per un periodo di tre anni. Onorato III venne ferito nella vittoriosa battaglia francese di Rocoux. Successivamente, nella battaglia di Lauffeld, il suo cavallo venne ferito a morte e dopo la Pace di Aix-la-Chapelle nel 1748 venne nominato Maresciallo di Francia.

### Matrimonio

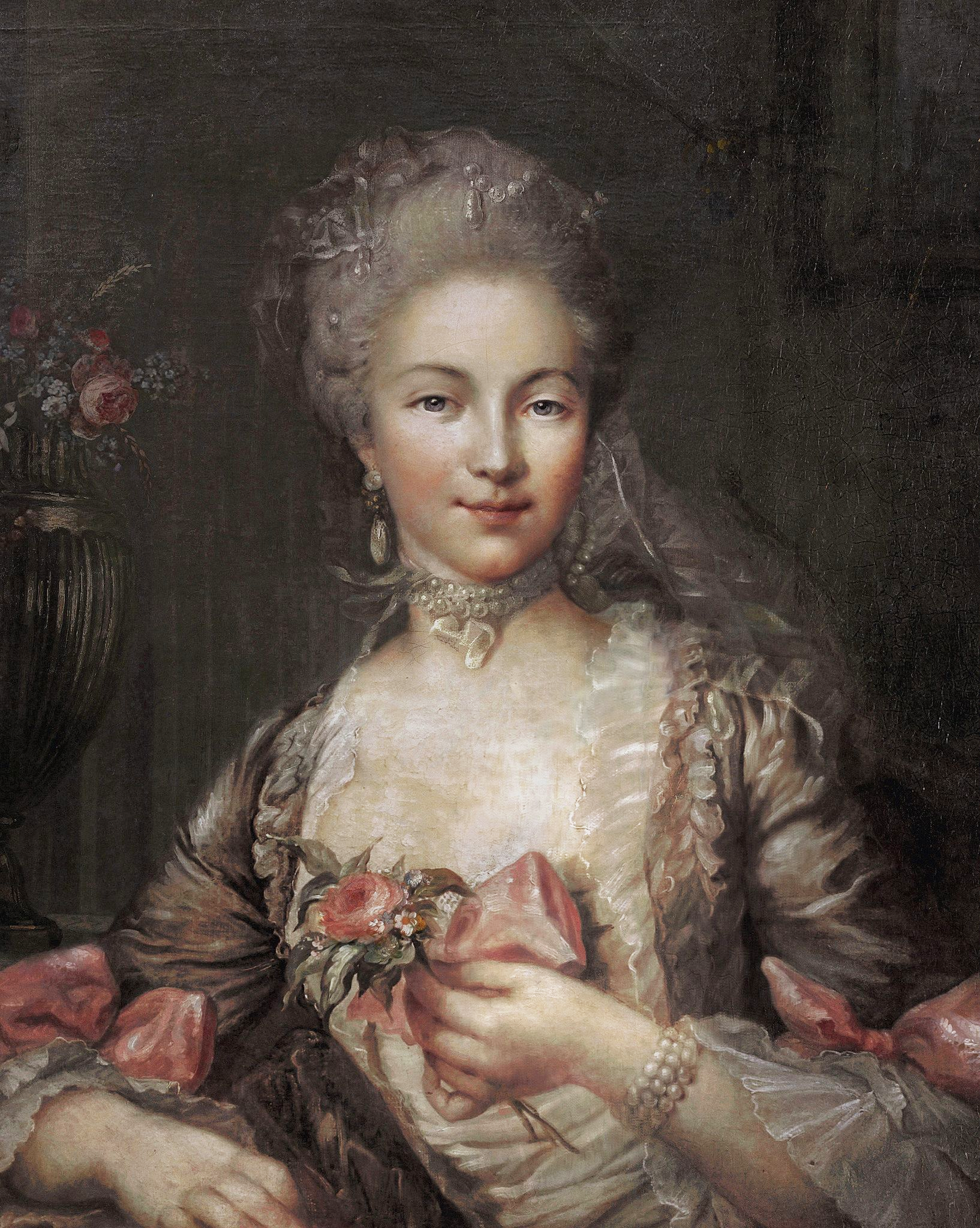
Maria Caterina Brignole

Nel 1751 sposò Maria Caterina Brignole (m. 1813 Inghilterra), dopo aver rifiutato (con grande scandalo della corte francese) la mano della figlia del Duca di Bouillon. La coppia ebbe due figli.
Nel 1770 Onorato III divorziò da Maria Caterina, la quale sposò Luigi Giuseppe di Borbone, Principe di Condé, nel 1798.

### Principe di Monaco

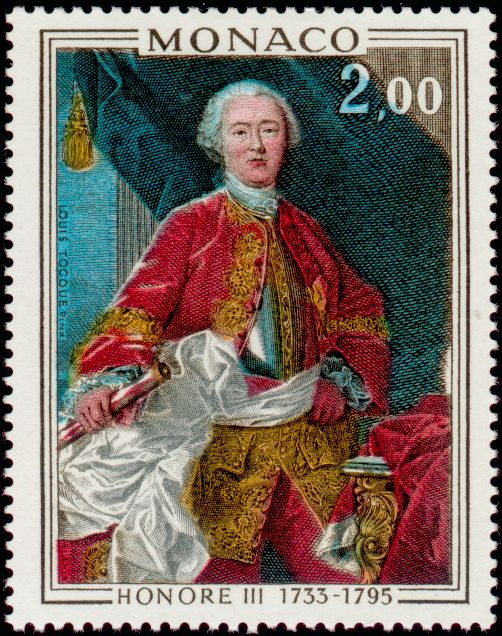
Onorato III Grimaldi, principe di Monaco

Nel 1767 il Duca di York, fratello del re Giorgio III d'Inghilterra stava viaggiando da Marsiglia a Genova quando improvvisamente si ammalò e fu costretto ad attraccare a Monaco. Il principe Onorato III gli offrì immediatamente tutto l'aiuto possibile, facendolo alloggiare nel proprio Palazzo anche se il giovane Principe morì 11 giorni dopo (da lui prende infatti il nome la Sala York del palazzo). Il Duca di Gloucester ed il re Giorgio III furono ad ogni modo estremamente grati ad Onorato III per la cura dimostrata al loro fratello e gli inviarono come segno di ringraziamento alcuni cavalli appartenuti al defunto Principe ed invitarono Onorato a Londra dove egli si recò nel 1768 e venne ricevuto con una cerimonia sfarzosa e grandissimi onori.

### Governo riformista

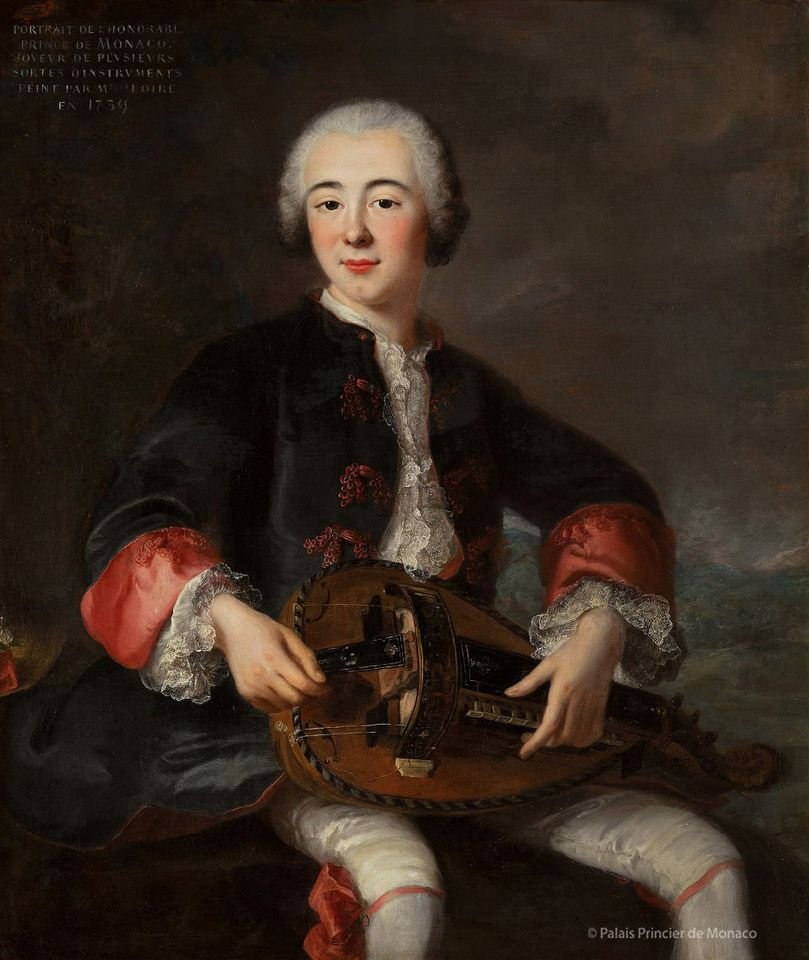
Onorato III Grimaldi in un ritratto del XVIII secolo

Contemporaneamente Onorato III era intenzionato ad apportare molte migliorie economiche e sociali al proprio piccolo principato, migliorando il commercio e liberando l'economia dal dipendente e pesante legame alla vendita di limoni che nella zona crescevano rigogliosi ma che relegavano settorialmente il commercio monegasco. Il suo regno vide inoltre l'installazione della prima pressa da stampa a Monaco e la nascita del primo giornale di stato, il Courrier de Monaco. Nel 1784 Chevalier de Grimaldi morì, il che fu un grave lutto per la popolazione, ma questo fatto richiamò Onorato III ai propri impegni verso lo stato di Monaco. Uno dei vanti di Chevalier era quello di avere promosso l'arte, attirando a corte artisti come Langld, Bosio e Alphonse de Beauchamp che fecero di Monaco un centro culturale ed artistico abbastanza rilevante nel Mediterraneo dell'epoca.
A livello legislativo egli fece importanti riforme come ad esempio l'abolizione, il 18 agosto 1770 della legge che stabiliva che il Principe di Monaco ereditasse una parte delle sostanze di ogni abitante che si trovava a morire nel principato, giudicando tale appropriazione indebita e barbarica.

### Rivoluzione Francese

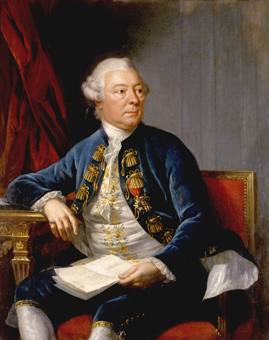
Il principe Onorato III di Monaco in un dipinto di Johann Melchior Wyrsch del 1781

Con lo scoppio della Rivoluzione francese, Monaco rimase tutto sommato calma sino al 14 luglio 1789. Da quel momento anche nel piccolo principato si manifestarono delle rivolte sostenenti la dichiarazione dei diritti dell'uomo e una certa nostalgia per la storica repubblica genovese. Tuttavia si può dire che il popolo monegasco non fosse intenzionato a cancellare la figura del proprio monarca, ma piuttosto intendeva proclamare la necessità di istituire un parlamento i cui rappresentanti sarebbero dovuti essere eletti dalla popolazione. Onorato III non vide altra scelta se non quella di concedere al sindaco della città di Monaco di riunire tale assemblea.

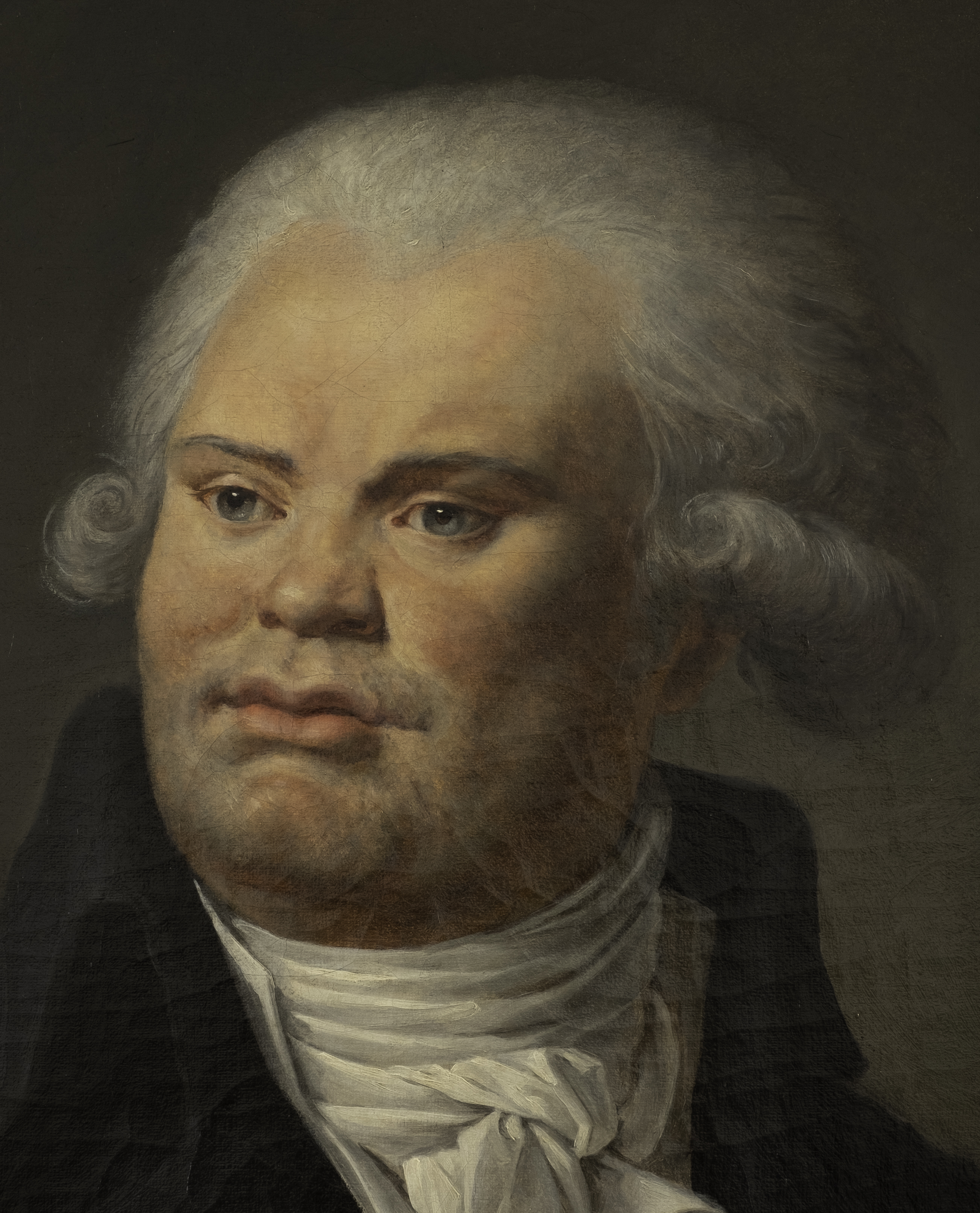
Ritratto di Georges Jacques Danton realizzato da Constance-Marie Charpentier, Museo Carnavalet, 1792.

L'Assemblea Costituente formatasi nel 1789, però, abolì i titoli nobiliari e come tali anche quelli che Onorato III deteneva presso la corona francese. Intenzionato a far valere i propri diritti, il principe di Monaco si recò perciò a Parigi, dimostrandosi in un primo tempo convincente con i rivoluzionari, ricordando loro come la sua famiglia avesse avuto tali titoli combattendo a favore della Francia, puntando sull'orgoglio nazionalista degli insorti. Malgrado questo i titoli francesi di Onorato III gli vennero confiscati, ma in cambio egli ricevette una sostanziosa pensione dal governo, subito negatagli dalla repentina ascesa di Danton.
Nel 1792 venne dichiarata la Repubblica Francese e gli idealisti insorti fecero sapere che ovunque le truppe francesi avrebbero marciato, avrebbero imposto il regime repubblicano e la libertà tra i popoli. Monaco cadde presto vittima di questa politica e dal 13 gennaio 1793 il principe Onorato III venne deposto dalla Convenzione Nazionale Monegasca, ed il territorio del principato venne annesso alla Francia. Questo fatto non mancò di destare qualche opposizione anche tra i rivoluzionari più moderati che avevano considerato ad ogni modo la secolare fedeltà del principato monegasco alla causa francese.

### Ultimi anni e morte

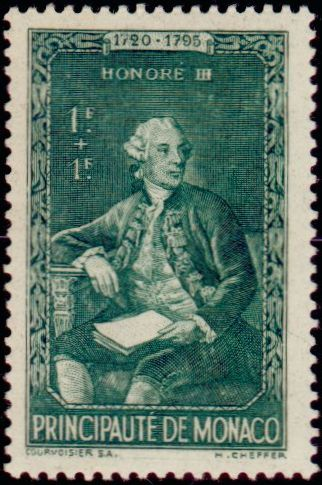
Un francobollo del principe Onorato

Onorato III cercò in un primo tempo di affiliarsi al governo rivoluzionario con cospicue donazioni derivate dal proprio patrimonio personale, ma nel 1793 venne arrestato con la nuora con la chiara accusa di essere un sostenitore della politica regia della Francia e venne condannato alla ghigliottina per poi essere salvato per mancanza di flagranza con sentenza del 27 luglio 1794, al contrario della nuora Teresa Francesca che venne ghigliottinata a soli 26 anni.
Morì il 21 marzo 1795 dopo essere ritornato in patria.

## Discendenza
Onorato III e Maria Caterina Brignole ebbero due figli:
1. Onorato IV;
2. Giuseppe (10 settembre 1763 - 28 giugno 1816), sposò Francesca Teresa di Choiseul-Stainville.

## Ascendenza
|                                     |                   |                                    | Genitori                            |  |  | Nonni |  |  | Bisnonni                   |  |  | Trisnonni     |  |
|                                     |                   |                                    |                                     |  |  |       |  |  | François Goyon de Matignon |  |  | Charles Goyon |  |
|                                     |                   |                                    |                                     |  |  |       |  |  | François Goyon de Matignon |  |  | Charles Goyon |  |
|                                     |                   | Eleonora d'Orléans                 |                                     |  |  |       |  |  | François Goyon de Matignon |  |  |               |  |
| Jacques Goyon                       |                   |                                    |                                     |  |  |       |  |  | François Goyon de Matignon |  |  |               |  |
|                                     |                   | Anne Malon de Bercy                | Charles II Claude Malon             |  |  |       |  |  |                            |  |  |               |  |
|                                     |                   | Anne Malon de Bercy                | Charles II Claude Malon             |  |  |       |  |  |                            |  |  |               |  |
|                                     |                   | Anne Malon de Bercy                | Catherine Habert de Montmort        |  |  |       |  |  |                            |  |  |               |  |
| Giacomo I di Monaco                 |                   | Anne Malon de Bercy                |                                     |  |  |       |  |  |                            |  |  |               |  |
|                                     |                   | Henri Goyon de Matignon-Torigni    | François Goyon de Matignon          |  |  |       |  |  |                            |  |  |               |  |
|                                     |                   | Henri Goyon de Matignon-Torigni    | François Goyon de Matignon          |  |  |       |  |  |                            |  |  |               |  |
|                                     |                   | Henri Goyon de Matignon-Torigni    | Anne Malon de Bercy                 |  |  |       |  |  |                            |  |  |               |  |
| Charlotte Goyon de Matignon-Torigni |                   | Henri Goyon de Matignon-Torigni    |                                     |  |  |       |  |  |                            |  |  |               |  |
|                                     |                   | Marie Francoise Le Tellier         | François Le Tellier                 |  |  |       |  |  |                            |  |  |               |  |
|                                     |                   | Marie Francoise Le Tellier         | François Le Tellier                 |  |  |       |  |  |                            |  |  |               |  |
|                                     |                   | Marie Francoise Le Tellier         | Charlotte Crespin du Bec            |  |  |       |  |  |                            |  |  |               |  |
| Onorato III di Monaco               |                   | Marie Francoise Le Tellier         |                                     |  |  |       |  |  |                            |  |  |               |  |
|                                     | Luigi I di Monaco | Ercole Grimaldi                    |                                     |  |  |       |  |  |                            |  |  |               |  |
|                                     | Luigi I di Monaco | Ercole Grimaldi                    |                                     |  |  |       |  |  |                            |  |  |               |  |
|                                     | Luigi I di Monaco | Maria Aurelia Spinola              |                                     |  |  |       |  |  |                            |  |  |               |  |
| Antonio I di Monaco                 | Luigi I di Monaco |                                    |                                     |  |  |       |  |  |                            |  |  |               |  |
|                                     |                   | Catherine Charlotte de Gramont     | Antoine de Gramont, Duca di Gramont |  |  |       |  |  |                            |  |  |               |  |
|                                     |                   | Catherine Charlotte de Gramont     | Antoine de Gramont, Duca di Gramont |  |  |       |  |  |                            |  |  |               |  |
|                                     |                   | Catherine Charlotte de Gramont     | Françoise Marguerite du Plessis     |  |  |       |  |  |                            |  |  |               |  |
| Luisa Ippolita di Monaco            |                   | Catherine Charlotte de Gramont     |                                     |  |  |       |  |  |                            |  |  |               |  |
|                                     |                   | Luigi di Lorena, Conte di Armagnac | Enrico di Lorena, Conte di Harcourt |  |  |       |  |  |                            |  |  |               |  |
|                                     |                   | Luigi di Lorena, Conte di Armagnac | Enrico di Lorena, Conte di Harcourt |  |  |       |  |  |                            |  |  |               |  |
|                                     |                   | Luigi di Lorena, Conte di Armagnac | Marguerite Philippe du Cambout      |  |  |       |  |  |                            |  |  |               |  |
| Maria di Lorena                     |                   | Luigi di Lorena, Conte di Armagnac |                                     |  |  |       |  |  |                            |  |  |               |  |
|                                     |                   | Catherine de Neufville             | Nicolas de Neufville                |  |  |       |  |  |                            |  |  |               |  |
|                                     |                   | Catherine de Neufville             | Nicolas de Neufville                |  |  |       |  |  |                            |  |  |               |  |
|                                     |                   | Catherine de Neufville             | Marie de Créquy                     |  |  |       |  |  |                            |  |  |               |  |
|                                     |                   | Catherine de Neufville             |                                     |  |  |       |  |  |                            |  |  |               |  |